# Hugo z Szampanii
Hugo (ur. ok. 1074, zm. 1126) – hrabia Szampanii, członek zakonu templariuszy, młodszy syn Tybalda III, hrabiego Blois, i Alicji de Crepy, córki Raoula IV de Vexin, hrabiego Valois.
Po śmierci ojca w 1089 r. został hrabią Bar-sur-Aube. W 1093 r. zmarł bezpotomnie jego starszy brat, Odon III, hrabia Troyes i Meaux. Hugo odziedziczył jego ziemie i przyjął tytuł hrabiego Szampanii, który nosili odtąd jego następcy.
W 1104 r. miał miejsce nieudany zamach na życie Hugona. W efekcie hrabia wyruszył na pielgrzymkę do Ziemi Świętej, gdzie przebywał do 1107 r. W 1115 r. Hugo nadał Bernardowi z Cîteaux ziemie na których ten założył opactwo Clairvaux. W 1114 r. ponownie wyruszył na Wschód. Powrócił w 1116 r. i przez następne 9 lat rządził swoim hrabstwem. Na trzecią pielgrzymkę wyruszył w 1125 r. Podczas tej wyprawy wstąpił do zakonu templariuszy. Zmarł w 1126 r.
Był dwukrotnie żonaty. Po raz pierwszy ożenił się w 1094 r. z Konstancją (1078–1125), córką króla Francji Filipa I i Berty, córki Florisa I, hrabiego Holandii. Małżeństwo to nie doczekało się potomstwa i zakończyło się rozwodem w 1105 r.
Drugą żoną Hugona została w 1110 r. Izabela Burgundzka, córka Stefana I, hrabiego Burgundii, i Beatrycze, córki Gerarda, księcia Lotaryngii. Izabela urodziła w 1123 r. syna Odona, który jednak nie został uznany przez jej męża, który przekazał Szampanię swojemu bratankowi, Tybaldowi.